# 守屋美都雄
守屋 美都雄（もりや みつお、1915年(大正4年)3月31日 - 1966年(昭和41年)7月10日）は、日本の東洋史学者。
東京出身。旧姓・吉川。1938年東京帝国大学文学部東洋史学科卒。東洋大学教授、1951年大阪大学文学部助教授、57年教授。1962年「中国古歳時記の研究 資料復元を中心として」で阪大文学博士。中国古代史、家族制度を研究した。在任中に51歳で死去。

## 著書
- 『六朝門閥の一研究 太原王氏系譜考』日本出版協同 東洋大学学術叢書　1951
- 『漢代家族の形態に関する考察』ハーバード・燕京・同志社東方文化講座委員会 1956
- 『中国古歳時記の研究 資料復元を中心として』帝国書院 1963
- 『中国古代の家族と国家』東洋史研究会 東洋史研究叢刊　1968

### 編纂注釈
- 『亜細亜史概説 中世篇』編 蛍雪書院 歴史学叢書 亜細亜研究篇 1940
- 『荊楚歳時記 中国民俗の歴史的研究 校註』帝国書院 1950
  - 宗懍『荊楚歳時記』布目潮渢、中村裕一補訂 平凡社 東洋文庫 1978

## 参考
- デジタル版日本人名大事典『守屋美都雄』 - コトバンク
- 『荊楚歳時記』東洋文庫の紹介文
- 「守屋教授を悼む〔含、略歴・著作目録〕」内田智雄 『法制史研究』1967-10